# Kdo přežije: Borneo
Kdo přežije: Borneo (v anglickém originále Survivor: Borneo) je název první sezóny celosvětově známe televizní reality show Kdo přežije neboli Survivor. Původní název byl pouze Kdo přežije neboli pozdější pojmenování Survivor: Palau Tiga, ale díky úspěšnosti a tomu, že se natočily další sezóny, později Kdo přežije: Palau se přejmenoval na Kdo přežije: Borneo. Show se točila 39 dní jako většina (pouze 2. sezóna, Kdo přežije: Austrálie, se natáčela 42 dní). Show měla tehdy velký úspěch, proto se rozhodlo natočit i další řady.

## Poloha a doba natáčení
Série se natáčela na malém ostrově Pulau Tiga, který leží poblíž Bornea v Malajsii. Natáčela se od 13. března 2000 do 20. dubna 2000.

## Soutěžící
16 trosečníků bylo vysazeno na ostrov a byli rozděleni do dvou kmenů Tagi a Pagong a začali jedno z největších dobrodružství svého života. Později byli zbylí hráči sloučeni do kmene Rattana, pojmenovaný Seanem Kenniffem a Jennou Lewisovou podle Rattanských lesů. Vyhrát ale nemohou všichni. Čtrnáct z nich bude vyloučeno, posledních 7 vyloučených vytvoří porotu, 2 poslední před ní předstoupí, ale jen jeden vyhraje šek na milion dolarů a titul Poslední přeživší.

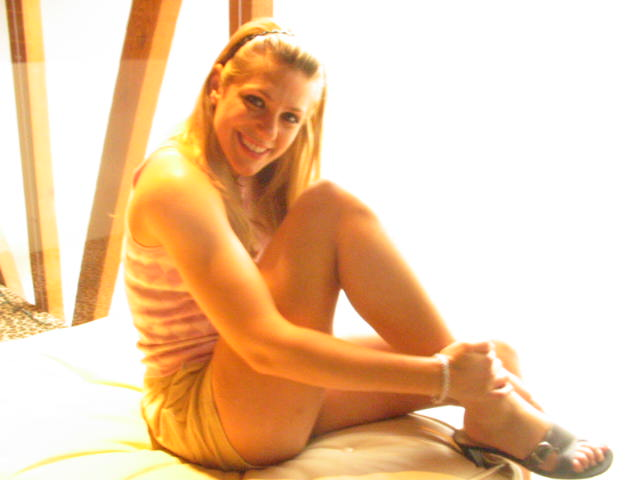
Jenna Lewis skončila osmá a byla druhým členem poroty

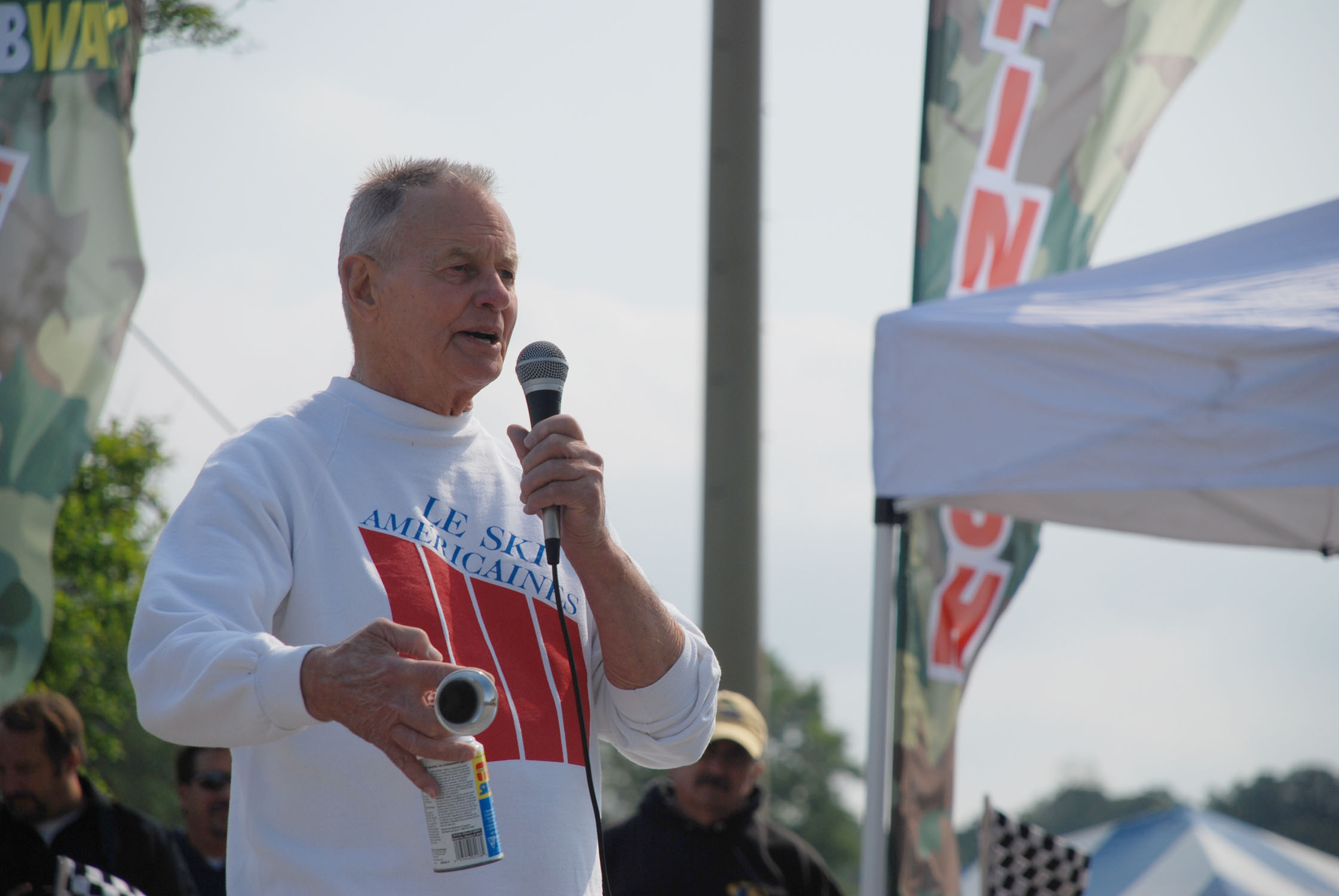
Rudy Boesch byl v soutěži třetí a sedmým porotcem

| Soutěžící                                  | Kmen    | Kmen     | Vyloučení                           | Umístění |
| Soutěžící                                  | Původní | Sloučený | Vyloučení                           | Umístění |
| ------------------------------------------ | ------- | -------- | ----------------------------------- | -------- |
| Sonja Christopher 63 let, Walnut Creek, CA | Tagi    |          | 1. vyloučená Den 3                  | 16.      |
| B.B. Anderson 64 let, Mission Hills, KS    | Pagong  |          | 2. vyloučený Den 6                  | 15.      |
| Stacey Stillman 27 let, San Francisco, CA  | Tagi    |          | 3. vyloučená Den 9                  | 14.      |
| Ramona Gray 29 let, Edison, NJ             | Pagong  |          | 4. vyloučená Den 12                 | 13.      |
| Dirk Been 23 let, Spring Green, WI         | Tagi    |          | 5. vyloučený Den 15                 | 12.      |
| Joel Klug 27 let, Sherwood, AR             | Pagong  |          | 6. vyloučený Den 18                 | 11.      |
| Gretchen Cordy 38 let, Clarksville, TN     | Pagong  | Rattana  | 7. vyloučená Den 21                 | 10.      |
| Greg Buis 24 let, Gold Hill, CO            | Pagong  | Rattana  | 8. vyloučený 1. člen poroty Den 24  | 9.       |
| Jenna Lewis 22 let, Franklin, NH           | Pagong  | Rattana  | 9. vyloučená 2. člen poroty Den 27  | 8.       |
| Gervase Peterson 30 let, Willingboro, NJ   | Pagong  | Rattana  | 10. vyloučený 3. člen poroty Den 30 | 7.       |
| Colleen Haskell 23 let, Miami, FL          | Pagong  | Rattana  | 11. vyloučená 4. člen poroty Den 33 | 6.       |
| Sean Kenniff 30 let, Brooklyn, NY          | Tagi    | Rattana  | 12. vyloučený 5. člen poroty Den 36 | 5.       |
| Susan Hawk 38 let, Palmyra, WI             | Tagi    | Rattana  | 13. vyloučená 6. člen poroty Den 37 | 4.       |
| Rudy Boesch 72 let, Richmond, VA           | Tagi    | Rattana  | 14. vyloučený 7. člen poroty Den 38 | 3.       |
| Kelly Wiglesworth 22 let, Las Vegas, NV    | Tagi    | Rattana  | Druhá                               | 2.       |
| Richard Hatch 39 let, Middletown, RI       | Tagi    | Rattana  | Přeživší                            | Přeživší |

### Budoucí návraty soutěžících
Rudy Boesch, Richard Hatch, Susan Hawk a Jenna Lewis se vrátili do hvězdné osmé série Kdo přežije: Návrat hvězd, kde se umístili na 17., 14., 13. a 3. místě. Colleen Haskell byla také pozvána do hvězdné série, ale místo odmítla. Gervase Peterson se zúčastnil Kdo přežije: Krev není voda. Kelly Wiglesworth se stala součástí série Survivor: Cambodia.

## Přehled
| Epizoda | Epizoda                  | Epizoda           | Soutěže         | Soutěže | Vyloučen/a |
| No.     | Název                    | Premiéra          | Odměna          | Imunita | Vyloučen/a |
| ------- | ------------------------ | ----------------- | --------------- | ------- | ---------- |
| 1.      | Přicestování             | 31. května 2000   | Pagong          | Pagong  | Sonja      |
| 2.      | Jiná generace            | 7. června 2000    | Pagong          | Tagi    | B.B.       |
| 3.      | Hledání jídla            | 14. června 2000   | Tagi            | Pagong  | Stacey     |
| 4.      | Není to trochu pozdě?    | 21. června 2000   | Tagi            | Tagi    | Ramona     |
| 5.      | Tahání vlastní hmotnosti | 28. června 2000   | Pagong          | Pagong  | Dirk       |
| 6.      | Odplata střeva           | 5. července 2000  | Pagong          | Tagi    | Joel       |
| 7.      | Slučovák                 | 12. července 2000 |                 | Greg    | Gretchen   |
| 8.      | Tvé jméno je POKRYTEC    | 19. července 2000 | Greg            | Gervase | Greg       |
| 9.      | Staré a nové vazby       | 26. července 2000 | Colleen + Jenna | Rudy    | Jenna      |
| 10.     | Díra v alianci           | 2. srpna 2000     | Gervase         | Richard | Gervase    |
| 11.     | Dlouhé tvrdé dny         | 9. srpna 2000     | Sean + Richard  | Kelly   | Colleen    |
| 12.     | Smrt aliance             | 16. srpna 2000    | Kelly           | Kelly   | Sean       |
| 13.     | Finále                   | 23. srpna 2000    |                 | Kelly   | Susan      |
| 13.     | Finále                   | 23. srpna 2000    | Kelly           | Rudy    |            |
| 14.     | Setkání                  | 23. srpna 2000    |                 |         |            |

### Epizoda 1: Přicestování
Soutěž o odměnu/imunitu: Kmeny musely doplavat k raftu, přes který se musely dostat a zapálit pochodeň. Pochodní musí zapálit pár pochodní rozestavěných po celé pláži. Až jsou všechny pochodně zapáleny, kmeny musí zapálit ohnivou mísu. První kmen, který to zvládl vyhrál imunitu.
Odměna: Voděodolné potřeby.
16 soutěžících začalo dobrodružství svého života. Všichni byli rozděleni do dvou kmenů. Oba kmeny se dostali na jejich pláže: Tagi za dvě hodiny a Pagong za tři. V Tagi lezl Rudy všem na nervy tím, že je komandoval. Nikdo v Tagi nevěděl, co by měli začít dělat, než promluvil Richard. Richard byl připraven nastartovat všechny v jejich kempu. V Pagongu se B.B. ujmul postu velitele. Colleen a Greg se drželi spolu někde mimo. Zpátky v Tagi si Sonja zlomila nohu, ale Sean ji dokázal napravit. Stacey už měla Rudyho dost a chtěla ho vyřadit. Na soutěži o imunitu zabodoval kmen Pagong, díky tomu, že Sonja spadla ve vodě. Tagi vyřadil Sonju, protože byla nejslabší hlasem 4:3:1.

### Epizoda 2: Jiná generace
Soutěž o imunitu: Každý soutěžící dostal jídlo. Když se někdo rozhodl nejíst, tak jeho kmen automaticky prohrál.
V Pagongu začali všichni zjišťovat, že nikdo nemá rád B.B.ho a také, že Colleen a Greg jsou spolu. V Tagi se Richard přiznal, že je gay. Richard to neřekl Rudymu, protože se bál, že poté by Rudy nechtěl být mu blízký. Greg začal všem prozrazovat, že má Zcela Nový Plán, Jak Hrát Kdo Přežije. Další den byl B.B. frustrovaný jeho kmenem, protože většina z nich je líná a Ramona je nemocná. Na soutěži o imunitu se soutěžilo v jezení jídla. Za Pagong Gervase a za Tagi Stacey soutěžili a Stacey pro Tagi vyhrála. Pagong šel na první kmenovou radu, kde vyřadili B.B.ho hlasem 6:2.

### Epizoda 3: Hledání jídla
Soutěž o odměnu: Oba kmeny musely doplavat k trubce připevněné k truhle. Když byli všichni členové kmene u trubky, tak truhlu museli donést na pobřeží. První kmen, co to zvládl, vyhrál odměnu.
Odměna: Rybářské potřeby
Soutěž o imunitu: Oba kmeny vytvořily nosítka. Poté musely utíkat na pomoc jednomu členovi, který uvízl v džungli ve stromě. Poté ho musely donést zpět na pláž. První kmen, který to zvládl vyhrál imunitu.
V kmeni Tagi se Stacey stále snažila vyřadit Rudyho a snažila si vytvořit zcela dívčí alianci, ale Susan nechtěla být součástí tohoto. V Pagongu našli Colleen s Gregem bahnivou louži, kterou si mohl užít celý kmen. Na soutěži o odměnu vyhrál Tagi. V Pagong jedl každý krysy, dokonce i váhaví Gervase a Ramona. V Tagi začal Dirk všechny otravovat svým až přehnaným katolictvím a čtením bible. Pagong vyhrál soutěž o imunitu. Na Kmenové radě, Tagi vyřadili Stacey hlasem 5:2. Překvapená Stacey byla překvapena, že se nikdo nezmínil o změně hlasů.

### Epizoda 4: Není to trochu pozdě?
Soutěž o odměnu: Kmeny musely vytvořit co nejlepší záchranný signál. To by měl být obří nápis S.O.S., aby ho viděl vrtulník (s Jeffem uvnitř). Lepší signál vyhrál.
Odměna: Houpací sítě, ručníky a polštáře. Plus dva dodatečné předměty (každý vybraný jedním kmenem).
Soutěž o imunitu: Byla to soutěž s pěti částmi. První soutěžící doplaval k bójce, ponořil se pod ni a vytáhl láhev s mapou. Druhý soutěžící běžel s lahví přes plovoucí most do čekající lodě. V lodi musí druhý a třetí člen kmene dopádlovat na břeh. Čtvrtý člen láhev rozbil, prohlédl si mapu a běžel do lesa najít dřevěný žebřík a klíč. Nakonec poslední dva členové kmene se museli dostat k dřevěné bedně, kterou museli vyhrabat ze země. První kmen, který vyhrabal bednu, donesl ji na start a klíčem ji odemkl vyhrál imunitu.
V Pagongu se Ramona začala cítit lépe poté, co byla nemocná a snažila se začlenit svou pracovitostí do kmene, ale Jenna jí řekla, že už je na to trochu pozdě. V Tagi byli Sean a Dirk zaměstnáni rybařením, ale neměli vůbec žádné štěstí. Sean se také snažil postavit bowlingovou arénu. Kelly, Richard, Rudy a Susan uzavřeli alianci. Na soutěži o imunitu měl Gervase problém dostat se do džungle a Pagong prohrál. Vyřadili Ramonu hlasem 4:2:1.

### Epizoda 5: Tahání vlastní váhy
Soutěž o odměnu: Kmen měl vybrat tři členy, kteří za kmen stříleli ve třech kolech. První kolo byla ofukovací pistole, druhé kolo byla střelba prakem a třetí kolo byl hod oštěpem.
Odměna: Ovoce a kuřata.
Soutěž o imunitu: Jeden člověk z každého kmene naváděl kmen okolo bójek, při čemž nabíral zbývající členy kmene čekající ve vodě. První kmen se všemi členy zpátky na břehu vyhrál imunitu.
V Tagi se Sean a Dirk snažili stále rybařit (bez zlepšení) bez pomáhání v kmeni. Susan jim řekla, že je to ztráta času, když stejně nic nechytili. V Pagong se každý snažil ukázat, že umí hodně věcí, neboť se jejich kmen zmenšoval. Na soutěži o odměnu Pagongu hodně pomohl Joel při jeho házení oštěpem, první dvě kola byly kmeny vyrovnány. Pagong tedy vyhrál. Dirk a Sean začali pomáhat v táboře, ale to nezměnilo myšlenky zbylých členů kmene. V Pagong se rozhodli, že nechají jejich kuřata naklást vajíčka. Na soutěži o imunitu vyhrál kmen Pagong díky veliké pomoci od Gervase a Kelly, profesionální rafterka, se naštvala, že byla poražena klukem, který ani neumí plavat. Na Kmenové radě u Tagi byl vyřazen Dirk hlasem 4:1:1.

### Epizoda 6: Odplata střeva
Soutěž o odměnu: Po jednom každý soutěžící doběhl k baráku. Vevnitř byly tři různé věci (otvírák na konzervy, nůž a vojenská helma). První kmen, který dostal všechny své předměty na start (nesměly být stejné) vyhrál imunitu.
Odměna: Jídlo v konzervách a tabulka čokolády.
Soutěž o imunitu: Oba kmeny proběhly překážkovou dráhu pro vojáky. První dva členové proběhli první částí a potkali se s druhými. Potom všichni proběhli bludištěm a první kmen, co tak udělal, vyhrál imunitu.
Oba kmeny přemýšlely o tom, jaké bude sloučení kmenů v jeden. V Tagi se báli, že možná budou pod početní převahou. V Pagongu si Joel hodně věřil, protože měli čísla na jejich straně. Collen mu řekla, že je idiot, protože se zatím ještě nesloučili a stále zde byla šance, že skončí nerozhodně. Gervase naštval dívky, protože je nazval hloupějšími než krávy. V Tagi začal Richard chodit po táboře nahý. Na soutěži o odměnu přinesl Richard podruhé nůž místo otvíráku a Pagong vyhrál odměnu. V Pagongu se snažil Gervase vytvořit alianci s Joelem, aby vyhodili holky a Joel se začal chovat velice panovačně, což naštvalo dívky. Na soutěži o imunitu vyhráli Tagi, ale bylo to velice těsné. Na kmenové radě díky pomoci od Greg vyhodili holky z Pagong Joela hlasem 4:2.

### Epizoda 7: Slučovák
Soutěž o imunitu: Všech deset soutěžících se ponořilo pod vodu, aby zjistili, jak dlouho vydrží pod vodou. Nejlepší tři soutěžící se poté utkali ve finálové soutěži. Museli jít po vodním žebříku a uvolňovat po cestě bóje. První soutěžící, který uvolnil všechny své bójky, vyhrál individuální (osobní) imunitu.
Den poté, co Pagong vyhodil Joela, jeden člen z obou kmenů se šel podívat ke druhému kmeni, aby rozhodl, v kterém táboře budou žít. Jenna šla do Tagi a Sean šel do Pagong. Po nějakém čase v cizím kmeni se Jenna, Joel a všichni ostatní setkali na neutrálním území, kde se dohodli, v kterém táboře budou žít a jaké bude jméno nového kmene. Byli přivítáni hostinou včetně humra a vína a mohli strávit noc v přístřešku z baldachýnu a na postelích. Další den se Jenna a Sean dohodli na tom, že budou žít u Tagi a kmen pojmenovali Rattana. Všech deset soutěžících už je tedy samo za sebe a všichni oslavovali, kromě Rudyho, kterému vadilo, že se počet lidí zvětšil. Greg vyhrál imunitu po těsném souboji s Seanem. Na Kmenové radě Pagongská pětka (i se Seanem) byli absolutně rozděleni a hlasovali sami za sebe. Zatímco Tagijská čtyřka Kelly, Richard, Susan a Rudy hlasovali dohromady a vyřadili Gretchen hlasem 4:1:1:1:1:1:1.

### Epizoda 8: Tvé jméno je POKRYTEC
Soutěž o odměnu: Každý soutěžící měl střílet na terč lukostřelbou lukem a pouze jedním šípem. Nejbližší ke středu vyhrál odměnu.
Odměna: Video z domova a šance poslat video odtamtud domů.
Soutěž o imunitu: Každý soutěžící byl přivázán k části lana. Musel navštívit všechny zastávky a tam seřadit správně barevné karabiny. Poté dojít do cíle. První vyhrává imunitu.
V táboře se všichni zbývající členové kmene Pagong cítili oslabeně, protože Tagi včera vyřadili jejich velitelku Gretchen. Susan sii myslela, že Jenna bude otravná, ale potom zjistila, že není zas až tak otravná. Richard se cítil špatně s toho, že nevěděl, kdo pro něj minule hlasoval. Na soutěži o odměnu Jeff ukázal všem kousíček z videa z domova, kromě Jenny, protože té ho nikdo nenatočil. Greg byl na řadě první a nikdo se mu ani nepřiblížil a tak vyhrál video od jeho sestry a poslal jí sám jedno. Rudy si myslel, že mezi ním a jeho sestro je nějaké incest pouto. Jenna byla naštvaná, že prohrála soutěž a místo aby sledovala Gregovo video, trénovala s lukem a šípem, dokonce se trefovala blíž než Greg. Lidé začali odhalovat, že Richardovi se líbil Greg, nebo alespoň cesta, jakou hraje hru. Greg navíc zjistil, že Richard je velice silný hráč. Gervase vyhrál imunitu. Na Kmenové radě čtyřka z Tagi a Jenna (byla stále frustrovaná prohrou v soutěži) se rozhodli jít podle Seanovi abecední stupnice a vyřadili Grega hlasem 6:3.

### Epizoda 9: Staré a nové vazby
Soutěž o odměnu: Soutěžící startují ve středu přivázáni k lanu. Lanu vedlo k 16 tyčím. Na všech tyčích jsou jména soutěžících. Když má soutěžící všechny medailóny se svým jménem, vrátí se do středu. První vyhrál odměnu.
Odměna: Barbeque a dopisy z domova.
Soutěž o imunitu: Soutěžící začali na jednom ze čtvercových políček. Když se pohybují, musejí obracet políčka, na kterých byli, aby na ně už nemohli. Hraje se, dokud se mohou soutěžící kam pohybovat. Poslední v pohybu vyhrává imunitu.
Když byl Richard rybařit, tak všichni odhalili, že pro něj nikdo nehlasoval, protože je dobrý v táboře. Rudy nedokázal oheň udržet dostatečně horký a tak byla ryba nedodělaná a pokus na převaření skončil spálením. Na soutěži o odměnu chtěla Jenna vyhrát, protože posledně neslyšela od rodiny nic. byl to nakonec závod mezi Kelly a Colleen, který Colleen zničehonic vyhrála. Když vyhrála, Jeff jí řekl, že si může zvolit ještě jednoho člověka, a tak si automaticky vybrala Jennu. Po soutěži o odměnu se konala oslava Richardových 39.narozenin a on slavil ve svém "narozeninovém oblečku". Richard trávil své narozeniny většinu času nahý a to naštvalo většinu ostatních spolukmenovců, hlavně Colleen a Jennu. Rudy vyhrál imunitu místo Seana. Sean si myslel, že nejvíce fér bude vyřazovat lidi v abecedním pořádku a to hlavně, protože neměl žádnou alianci, ani nebyl do žádné přizván. pokračoval v tomto způsobu hlasování, což málem řekl Jenně, i když hlasoval právě pro ni, ale myslel si, že to s ní nic neudělá. Na Kmenové radě zjistil, že zase přemýšlel jinak než Richard, Rudy, Kelly a Susan, kteří vyřadili i tak Jennu hlasem 4:3:1.

### Epizoda 10: Díra v alianci
Soutěž o odměnu: Každý soutěžící začal na jednom konci kladiny. Byly zde tři kola, úkolem bylo dostat se na druhý konec kladiny. První osoba, která se dostane s oběma nohama na plošinu bez spadnutí, vyhrává odměnu.
Odměna: Plátek pizzy a telefonát domů blízkým a rodině.
Soutěž o imunitu: Každý soutěžící měl pár minut na posbírání co nejvíce materiálu na rozdělání ohně. Poté musel každý vzít svou pochodeň do vody až k plovoucí kladině, zapálit tam svou pochodeň a vrátit se zpátky k připravenému materiálu na rozdělání ohně. První osoba, která bude mít dost silný oheň na to, aby přepálil lano, vyhrává imunitu a je v bezpečí před kmenovou radou.
Někteří byli v táboře rádi, že byla Jenna vyloučen na minulé kmenové radě, protože lezla lidem na nervy. Všichni věděli, že Sean upřednostnil svojí strategii hlasování podle abecedy a volil Jennu a byl právě tím rozhodujícím hlasem a taky, že Kelly hlasovala úplně jinak, než její spojenectví. To znamená, že spojenectví Tagiů není až tak pevné a někdo z nich může na další kmenové radě jet domů, právě kvůli Kelly. Proto aliance uvažovala o nahrazení Kelly Seanem, protože on by mohl být spolehlivější. Richard měl v plánu chytit pár ryb, když byl Gervase pryč. Když dostali trosečníci stromovou poštu, byli příjemně překvapeni, když zjistili, že Gervasův syn Gunner se včera narodil. Rozhodli se to oslavit. Když Gervase vyhrál odměnu, měl možnost zavolat své přítelkyni a dceři a získat informace o svém právě narozeném dítěti. O svou odměnu se se všemi rozdělil. Na kmenové radě byl Richard v bezpečí a jako jeden z posledních Pagongů a velká fyzická konkurence byl Gervase vyloučen členy Tagi aliance včetně Kelly a Seanem hlasy 5:2.

### Epizoda 11: Dlouhé a těžké dny
Soutěž o odměnu: Každý soutěžící dostal otázky ohledně Bornea. Ten, kdo bude mít nejvíce správných odpovědí vyhrává.
Odměna: Vítěz pojede na jednodenní výlet na jachtu, k tomu dostane platební kartu VISA.
Soutěž o imunitu: Všichni si stoupnou vedle sebe na plošinu z pěti prken. Každou chvíli se bude počet prken snižovat, aby bylo těžší se udržet nahoře. Kdo zůstane na plošině jako poslední vyhrává imunitu.
Tagi aliance se začala rozpadat. Kelly se až moc kamarádí s posledním zbývajícím nepřítelem aliance, Colleen. Sean vyhrál soutěž o noc na jachtě, kde ho čekalo překvapení v podobě jeho táty. Řekl Kelly, že se chystá vzít jí na hostinu, ale nakonec zvolil Richarda, což naštvalo ženy. Po noci na jachtě Sean přivedl svého tátu zpátky do tábora, aby se se všemi seznámil. Aby toho nebylo málo, každému předal balíček od svých blízkých, což všechny nadchlo. Při soutěži o imunitu, Rudy spadl do vody jako první. Rich se pokoušel otravovat zbývající na plošině zpěvem. Na pláži prohlásil, že je opravdu legrační, že se Colleen snaží vyhrát imunitu v době, kdy jí vůbec nic nehrozí, protože má aliance v plánu zradit Kelly. Po dlouhé době Colleen nakonec nechala imunitu Kelly a tím zhatila plány Tagi aliance. Na kmenové radě se jí to ale nevyplatilo a Colleen, jako úplně poslední z bývalých Pagongů byla vyloučena hlasy 4:2.

### Epizoda 12: Smrt aliance
Soutěž o odměnu: Pod časovým limitem 5 minut, museli soutěžící pokrýt své tělo blátem, co nejvíc unesou a přenést ho zpátky do svého kbelíku. Kdo bude mít na konci v kbelíku nejvíce bláta vyhrává.
Odměna: Chlazené pivo a večer v Survivor baru se zhlédnutím úvodní epizody Survivor: Borneo
Soutěž o imunitu: Jeff vyprávěl členům kmene příběh o Bornejských domorodcích. Museli si toho zapamatovat co nejvíce, poté se rozběhli do lesa, kde byly rozmístěné otázky ohledně toho, co právě slyšeli, s videokamerou, aby své odpovědi zaznamenali. První člověk zpátky se všemi správnými odpovědi vyhrává imunitu.
Když byla Rattana složená už jen z bývalých členů Tagi, jediní, kteří se cítili zranitelní, byli Kelly a Sean. Kelly se přiznala, že vůbec nevěří Richovi a ten se zase rozhodl vyhodit Kelly jako další. Nálada v táboře nebyla dobrá z důvodu, že se Susan a Kelly pohádali kvůli tomu, že s nimi Kelly opět nehlasovala a že dělá ze všech idioty. Richard se je snažil uklidnit, nejdřív, ale potom si uvědomil, že to hraje v jeho prospěch. V den 34, všichni členové kmene mluvili o tom, jak jim chybí domov. Na výzvě o odměnu, Kelly shromáždila 15,9 liber, čímž se umístila první. Sean byl druhý (15,4 liber), potom Susan (15 liber), Richard (12,4) a Rudy (pouhých 10 liber). Kelly odjela s Jeffem užívat si do baru sledovat prvních 5 minut první epizody Survivor: borneo a mluvili o tom, jak se bude hra vyvíjet podle Kelly. Den 36, jí Susan řekla, že jí rozhodně nechce ve finálové trojce, protože je taková hrozba. Sean věděl, že potřebuje zoufale vyhrát imunitu, jinak je další na řadě a nebo se pokusí využít nového přátelství mezi Kelly a Susan. Kelly však vyhrála svou třetí výzvu v řadě. Richard se rozhodoval, zda hlasovat pro Seana nebo Rudyho, ale Rudy si byl jistý, že s ním počítá ve finálové dvojce. Na kmenové radě byl všemi Sean vyloučen 4-1.

### Epizoda 13: Finále
První Soutěž o imunitu: Jeff dával zbylým čtyřem soutěžícím 10 otázek ohledně členů poroty. Za každou správnou odpověď je jeden bod. Ten kdo bude mít na konci nejvíce bodů, vyhrává imunitu a má jisté místo ve finálové trojce.
Všichni si už všimli, že se jejich těla mění, že hodně zhubli a už se těší domů. Kelly řekla, že se chce jako lichých zbavit mužů, protože se necítí bezpečně. Řekla, že teď hraje jen za sebe, nikomu už nemůže věřit. Richard, Rudy a Sue se chystají hlasovat na kmenové radě pro Kelly, kdyby nevyhrála imunitu. Na výzvě měli po 10 otázkách nerozhodně bodů, proto rozhodla rozhodující otázka, na kterou Kelly odpověděla správně a vyhrála třetí imunitu v řadě. Na kmenové radě byla remíza 2-2 mezi Susan a Richardem. Hlasovalo se znovu, ale jen Rudy a Kelly. Kelly nejdříve hlasovala pro Richarda, ale nakonec své rozhodnutí změnila a Susan byla jako 13. osoba vyloučena ze hry a stala se 6. členem poroty
Závěrečná Soutěž o imunitu: Tři soutěžící se museli držet sošky imunity a při tom stát na dřevěných polenech, na kterých se museli udržet co nejdéle. Soutěž trvala 4 hodiny a 11 minut. Člověk, který se udrží nejdéle vyhrává imunitu a má jisté místo na finálové kmenové radě.
Ve 4 hodiny ráno Jeff probudil tři zbývající členy kmene Rattana a vzal je na dlouhou jízdu lodí, aby se co nejdříve zúčastnili závěrečného rituálu a soutěže o imunitu. Byl to posvátný rituál. Pokryli se bahnem a prošli kolem pochodní svých padlých kamarádů, kteří hráli tuto hru. Na soutěži o imunitu Richard vypadl jako první. Prohlásil, že stejně nemůže porazit Kelly a všechnu právi nechal na Rudym. Po 4 hodinách, 11 minutách se Rudy pustil sošky, když chtěl změnit pozici. Kelly vyhrála tedy svou čtvrtou imunitu v řadě, což znamená, že domů jede Richard nebo Rudy, což nebylo v Richově plánu. Na kmenové radě Kelly vyloučila Rudyho, protože si myslela, že bude mít daleko větší šanci na výhru proti Richardovi před porotou.
Na finálové kmenové radě, Gervase se zeptal každého na věc, kterou byl finalista/tka změnil/a
za strávenou dobu na ostrově. Richard řekl věření lidem, Kelly řekla alianci. Jenna se zeptala, kdo si podle nich zaslouží sedět na jejich místech a proč. Richard řekl, že Rudy a Greg a Kelly řekla, že si místo ve finále podle ní nejvíce zaslouží Sonja a Gretchen. Sean neměl žádné otázky, jen Kelly a Richardovi pogratuloval, že dokázali vést tábor a dostali se tak daleko. Otázka Colleen byla, jaké vlastnosti je podle nich dostali tam, kde jsou (Kelly zmínila víru a silnou vůli. Rich řekl sebeuvědomění, pozorování vztahů, a etika). Greg nechal finalisty vybrat číslo mezi 1 a 10 (Richard řekl 7, Kelly 3). Sue pronesla svou "krysa a had" řeč, která jí brzy proslaví. Nakonec Jenna, Gervase a Colleen hlasovali pro Kelly a Rudy, Sue, Sean a Greg hlasovali pro Richarda a učinili ho milionářem a vítězem první série Kdo přežije finálovým hlasem 4-3

## Hlasování
|            | Původní kmeny | Původní kmeny | Původní kmeny | Původní kmeny | Původní kmeny | Původní kmeny | Sloučený kmen | Sloučený kmen | Sloučený kmen | Sloučený kmen | Sloučený kmen | Sloučený kmen | Sloučený kmen | Sloučený kmen | Sloučený kmen |
| Epizoda    | 1             | 2             | 3             | 4             | 5             | 6             | 7             | 8             | 9             | 10            | 11            | 12            | 13            | 13            | 13            |
| ---------- | ------------- | ------------- | ------------- | ------------- | ------------- | ------------- | ------------- | ------------- | ------------- | ------------- | ------------- | ------------- | ------------- | ------------- | ------------- |
| Den        | 3             | 6             | 9             | 12            | 15            | 18            | 21            | 24            | 27            | 30            | 33            | 36            | 37            | 37            | 38            |
| Kmen       | Tagi          | Pagong        | Tagi          | Pagong        | Tagi          | Pagong        | Rattana       | Rattana       | Rattana       | Rattana       | Rattana       | Rattana       | Rattana       | Rattana       | Rattana       |
| Vyloučen/a | Sonja         | B.B.          | Stacey        | Ramona        | Dirk          | Joel          | Gretchen      | Greg          | Jenna         | Gervase       | Colleen       | Sean          | Shoda         | Susan         | Rudy          |
| Hlasy      | 4–3–1         | 6–2           | 5–2           | 4–2–1         | 4–1–1         | 4–2           | 4–1–1–1–1–1–1 | 6–3           | 4–3–1         | 5–2           | 4–2           | 4–1           | 2–2           | 2             | 1             |
|            |               |               |               |               |               |               |               |               |               |               |               |               |               |               |               |
| Hlasující  | Hlasy         | Hlasy         | Hlasy         | Hlasy         | Hlasy         | Hlasy         | Hlasy         | Hlasy         | Hlasy         | Hlasy         | Hlasy         | Hlasy         | Hlasy         | Hlasy         | Hlasy         |
| Richard    | Stacey        |               | Stacey        |               | Dirk          |               | Gretchen      | Greg          | Jenna         | Gervase       | Colleen       | Sean          | Susan         | DNV           | DNV           |
| Kelly      | Rudy          |               | Rudy          |               | Dirk          |               | Gretchen      | Greg          | Sean          | Gervase       | Sean          | Sean          | Richard       | Susan         | Rudy          |
| Rudy       | Sonja         |               | Stacey        |               | Dirk          |               | Gretchen      | Greg          | Jenna         | Gervase       | Colleen       | Sean          | Susan         | Susan         | DNV           |
| Susan      | Sonja         |               | Stacey        |               | Dirk          |               | Gretchen      | Greg          | Jenna         | Gervase       | Colleen       | Sean          | Richard       | DNV           |               |
| Sean       | Sonja         |               | Stacey        |               | Rudy          |               | Colleen       | Greg          | Jenna         | Gervase       | Colleen       | Susan         |               |               |               |
| Colleen    |               | B.B.          |               | Ramona        |               | Joel          | Richard       | Jenna         | Richard       | Sean          | Sean          |               |               |               |               |
| Gervase    |               | B.B.          |               | Colleen       |               | Jenna         | Susan         | Jenna         | Richard       | Sean          |               |               |               |               |               |
| Jenna      |               | B.B.          |               | Ramona        |               | Joel          | Gervase       | Greg          | Richard       |               |               |               |               |               |               |
| Greg       |               | Ramona        |               | Jenna         |               | Joel          | Jenna         | Jenna         |               |               |               |               |               |               |               |
| Gretchen   |               | B.B.          |               | Ramona        |               | Joel          | Rudy          |               |               |               |               |               |               |               |               |
| Joel       |               | B.B.          |               | Ramona        |               | Jenna         |               |               |               |               |               |               |               |               |               |
| Dirk       | Sonja         |               | Stacey        |               | Susan         |               |               |               |               |               |               |               |               |               |               |
| Ramona     |               | B.B.          |               | Colleen       |               |               |               |               |               |               |               |               |               |               |               |
| Stacey     | Rudy          |               | Rudy          |               |               |               |               |               |               |               |               |               |               |               |               |
| B.B.       |               | Ramona        |               |               |               |               |               |               |               |               |               |               |               |               |               |
| Sonja      | Rudy          |               |               |               |               |               |               |               |               |               |               |               |               |               |               |

| Hlasování poroty na finálové kmenové radě | Hlasování poroty na finálové kmenové radě | Hlasování poroty na finálové kmenové radě |
| Epizoda                                   | 13                                        | 13                                        |
| ----------------------------------------- | ----------------------------------------- | ----------------------------------------- |
| Den                                       | 39                                        | 39                                        |
| Finalista                                 | Richard                                   | Kelly                                     |
| Výsledek                                  | 4–3                                       | 4–3                                       |
|                                           |                                           |                                           |
| Porotce                                   | Hlas                                      | Hlas                                      |
| Rudy                                      | Ano                                       |                                           |
| Susan                                     | Ano                                       |                                           |
| Sean                                      | Ano                                       |                                           |
| Colleen                                   |                                           | Ano                                       |
| Gervase                                   |                                           | Ano                                       |
| Jenna                                     |                                           | Ano                                       |
| Greg                                      | Ano                                       |                                           |